# 學校增值資料系統
學校增值資料系統(Schools Value Added Information System，SVAIS)是香港教育統籌局與優質教育基金一同資助的計劃，用以為香港學校提供學業增值資料，提升學校的競爭力。這個系統的團隊於1999年成立，同時開始研究，並於2003年推出系統。系統透過從學生搜集而來的數據作出分析，並把分析後的數據交回學校，讓學校得知與同區學校或相類收生學校之間的異同。這些數據，都有助學校改善學生的學習環境，並提高學生的自信及學習能力。

## 參看
- 學校發展與問責數據電子平台

## 外部連結
- 香港教育統籌局：官方网站